# Милан Антолковић
Милан Антолковић ( Загреб 27. септембра 1915 — Загреб, 27. јуна 2007 је бивши југословенски и хрватски фудбалски репрезентативац.
Почео је да игра у ХШК Максимир, а као 16-годишњак приступио је Грађански из Загреба, у коме је играо крило и вођу навале. Као службеник ПТТ једно време је живео у Борову и играо за СК Бата, а кад се 1934. вратио у Загреб и поново обукао дрес „модрих“, прво је играо вођу навале, а од 1936. леву полутку, када је и достигао зенит каријере.
У дресу Грађанског освајао је 1936/37. и 1939/40. трофеје националног првака, играјући, без мало, на свим местима у тиму (једанпут је, 1938, чак заменио и голмана Фрању Глазера).
Године 1943. са Грађанским осваја и Првенство Хрватске.
Због тежих повреда после Другог светског рата, више није излазио на терен.
Уз 11 утакмица за градску селекцију Загреба (1934—1939), одиграо је једну за „Б“ - тим Југославије (1937) и осам за репрезентацију Југославије (1937—1939) и постигао један гол. Дебитовао је 1. августа 1937. на пријатељској утакмици против Турске (3:1) у Београду, а од националног тима опростио се 15. октобра 1939. против репрезентеције Немачке(1:5) у Загребу на којој је постигао једини гол у репрезентативном дресу.
У периоду од 1941—1943. одиграо је 10 утамица за репрезентацију Хрватске и постигао три гола.
Кад је престао с активним играњем, посветио се тренерском позиву и водио загребачке нижеразредне клубове Јединство и Локомотиву, а у четири наврата НК Динамо Загреб (1952—1966) са којим је освајао Куп 1960. и 1963. а радио је и у Аустрији (Alpina–Donauwitz) и Немачкој. Кад се вратио, годинама је био члан стручног штаба Динамо, а кратко време је тренирао и Осијек (1972/73)
Од 4. априла 1965. до 1. јуна 1966. био је члан Селекторске комисије ФСЈ у саставу Тирнанић, Антолковић, Гегић и Миљанић и у овом периоду учествовао у састављању 10 репрезентација. Био је и тренер Олимпијског тима и Б- репрезентације Југославије.
Пре него што се истакао као фудбалска звезда свога времена, био је репрезентативац и у стоном тенису: 1931. био је четврти на ранг-листи, а 1932. учествовао је на Светском првенству у Баден-Бадену, на коме је Југославија делила 4-5 место.
Добитник је Државне награде Хрватске за спорт „Фрањо Бучар“ за животно дело 2003. године.
Умро је 2007. у Загребу у 92-ој години.